# 加平パーキングエリア
座標: 北緯35度46分36秒 東経139度49分28秒 / 北緯35.77667度 東経139.82444度

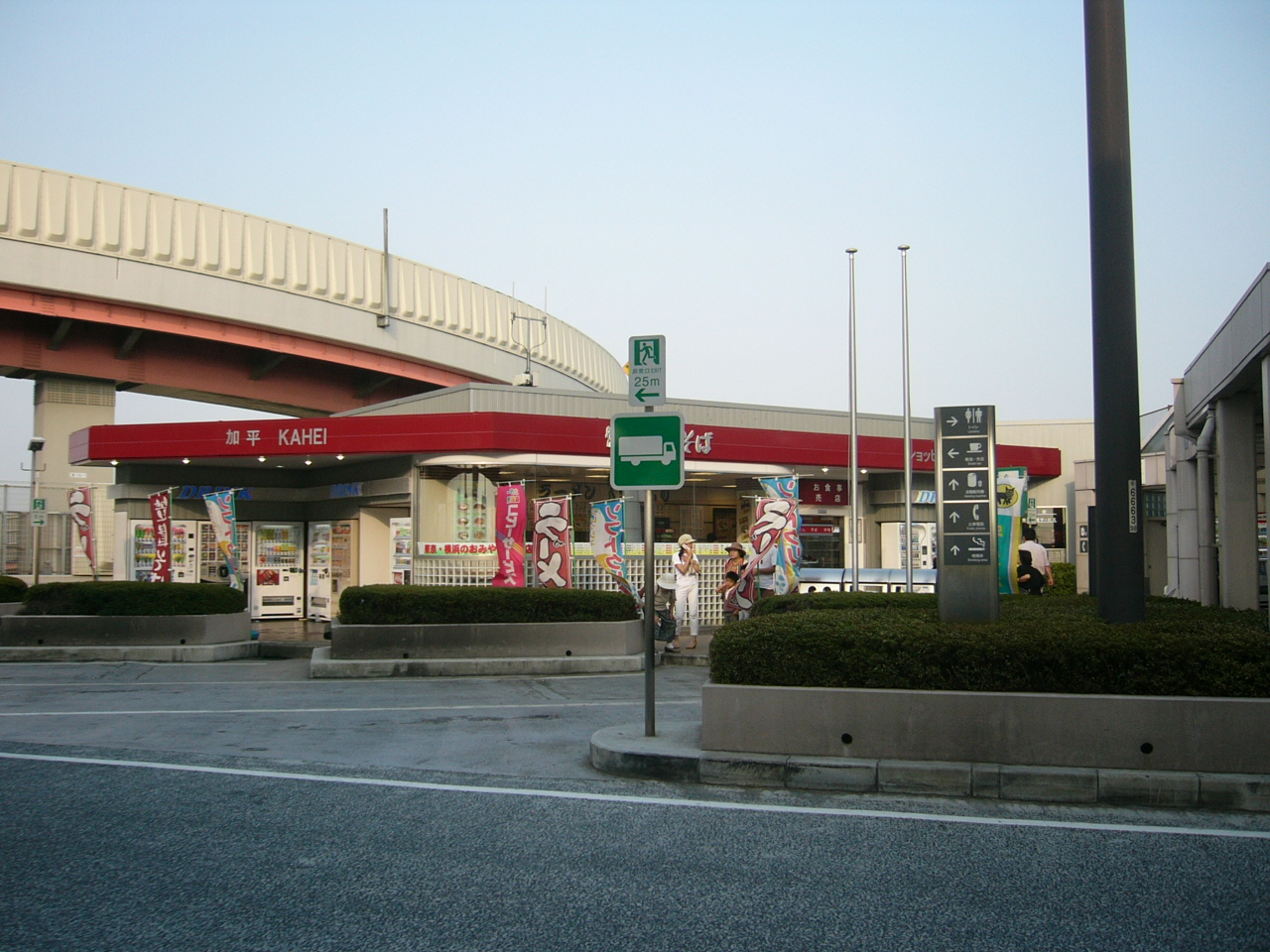
加平PA（2006年8月撮影）

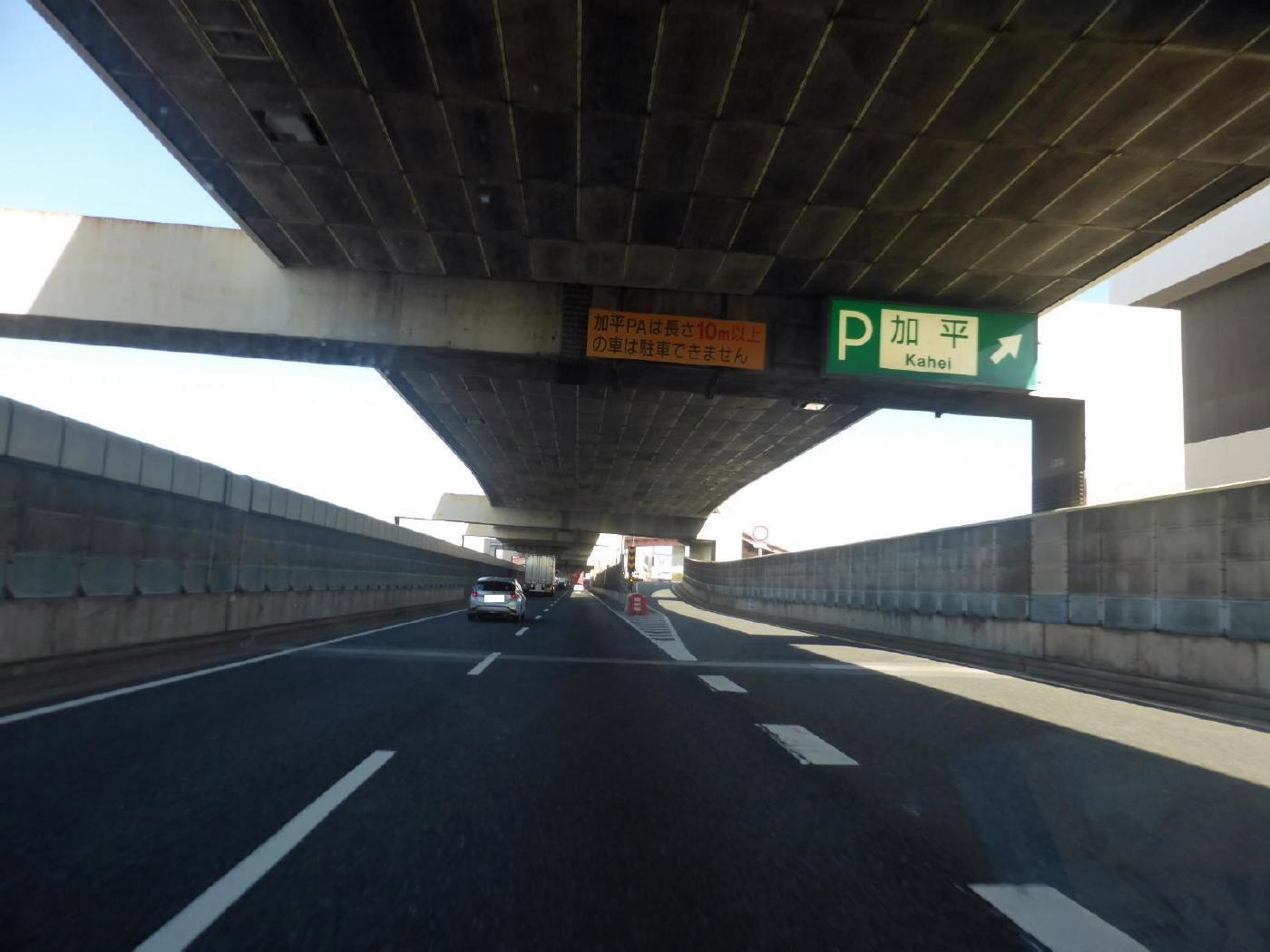
東京方面から加平パーキングエリアへの進入路

加平パーキングエリア（かへいパーキングエリア）は、東京都足立区の首都高速道路6号三郷線上にあるパーキングエリアである。
下り線（三郷方面）にのみ設置されている。加平出入口に併設されている形になっているが、パーキングエリアを利用後に加平出口から出ることは出来ない。（逆も不可）
また当パーキングエリアは、全長10メートル以上の自動車は駐車できない。
2024年（令和6年）3月22日にリニューアルオープンした。

## 道路
- 首都高速6号三郷線

## 施設

### 下り線（三郷・水戸・いわき方面）
所在地：東京都足立区加平1丁目654-1外
- 駐車場
  - 小型：24台
  - 大型：4台
  - 身障者用：1台
- トイレ
  - 男：大2 (洋式2)、小4
  - 女：4 (洋式4)
  - 身障者用：1
- 自動販売機
- 加平無人食堂

※売店・スナックコーナーは2019年2月28日に閉店

## 隣
首都高速6号三郷線
小菅JCT - 加平PA - (651,652,653,654)加平出入口